# جيمي براندون
جيمي براندون (بالإنجليزية: Jamie Brandon)‏ هو لاعب كرة قدم بريطاني في مركز الوسط، ولد في 5 فبراير 1998 في وايتبرن ‏ في المملكة المتحدة. لعب مع نادي رينجرز.

## وصلات خارجية
- جيمي براندون على موقع قاعدة بيانات كرة القدم.إي يو (الإنجليزية)
- جيمي براندون على موقع Soccerbase.com (لاعب) (الإنجليزية)
- جيمي براندون على موقع Soccerway.com (الإنجليزية)
- جيمي براندون على موقع عالم كرة القدم.نت (الإنجليزية)